# Lubaszowa

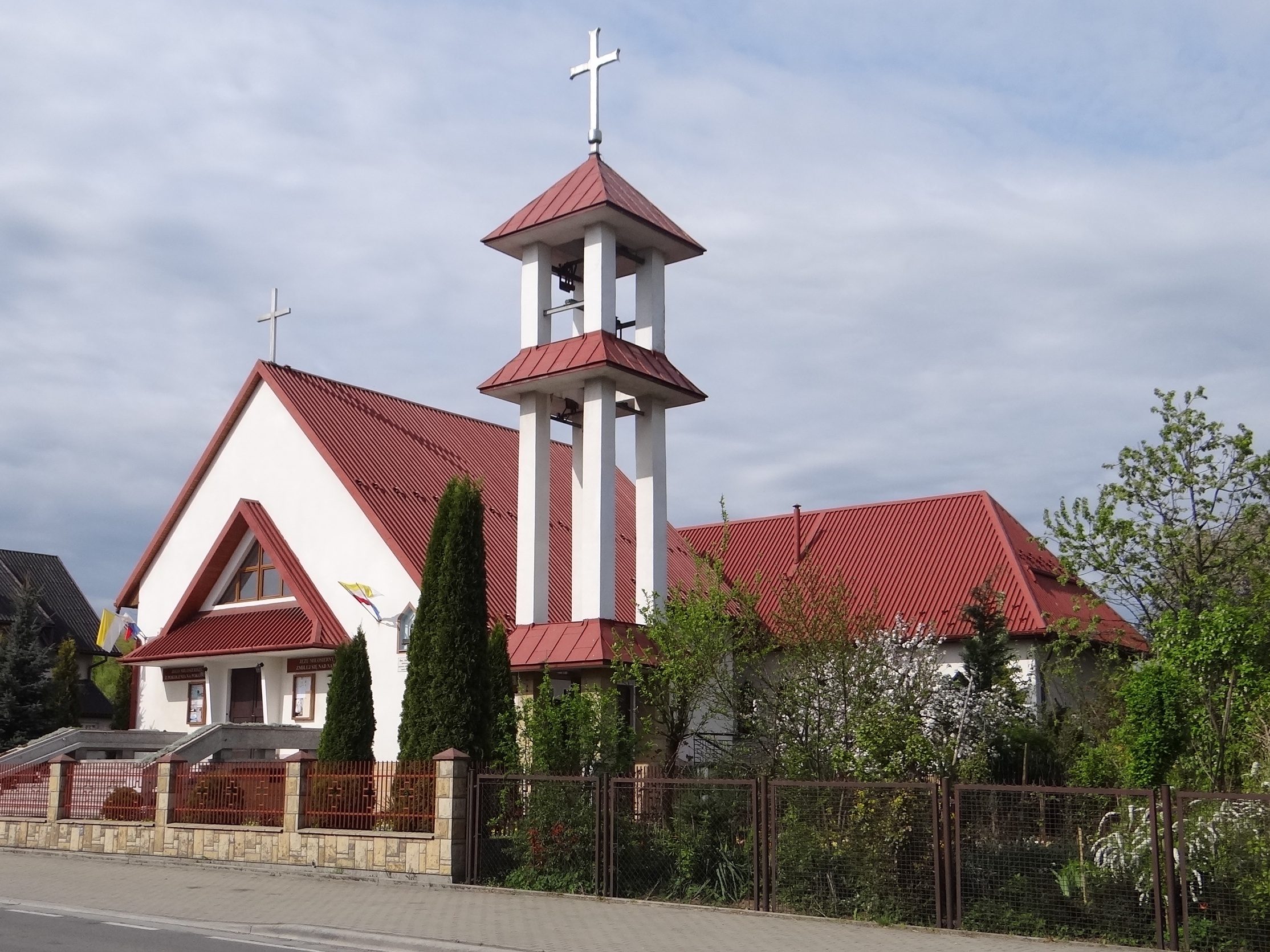
Kościół w Lubaszowej

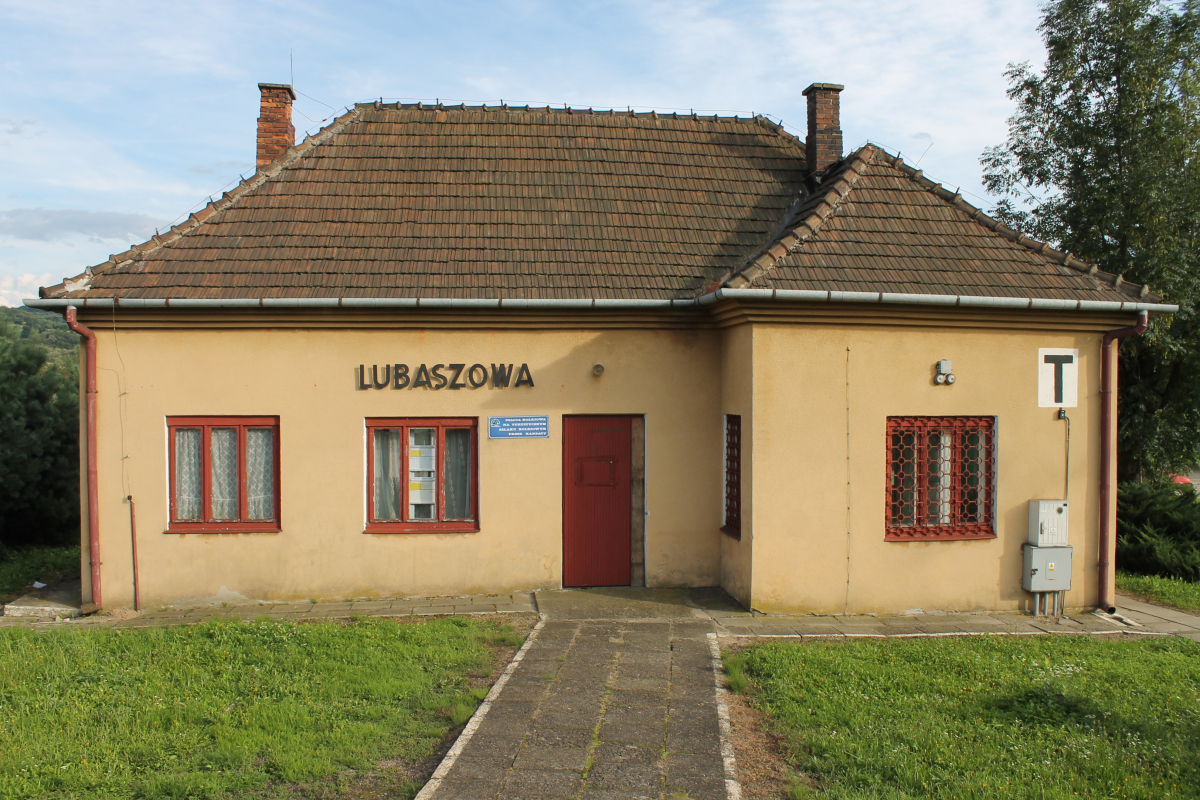
Budynek stacji kolejowej

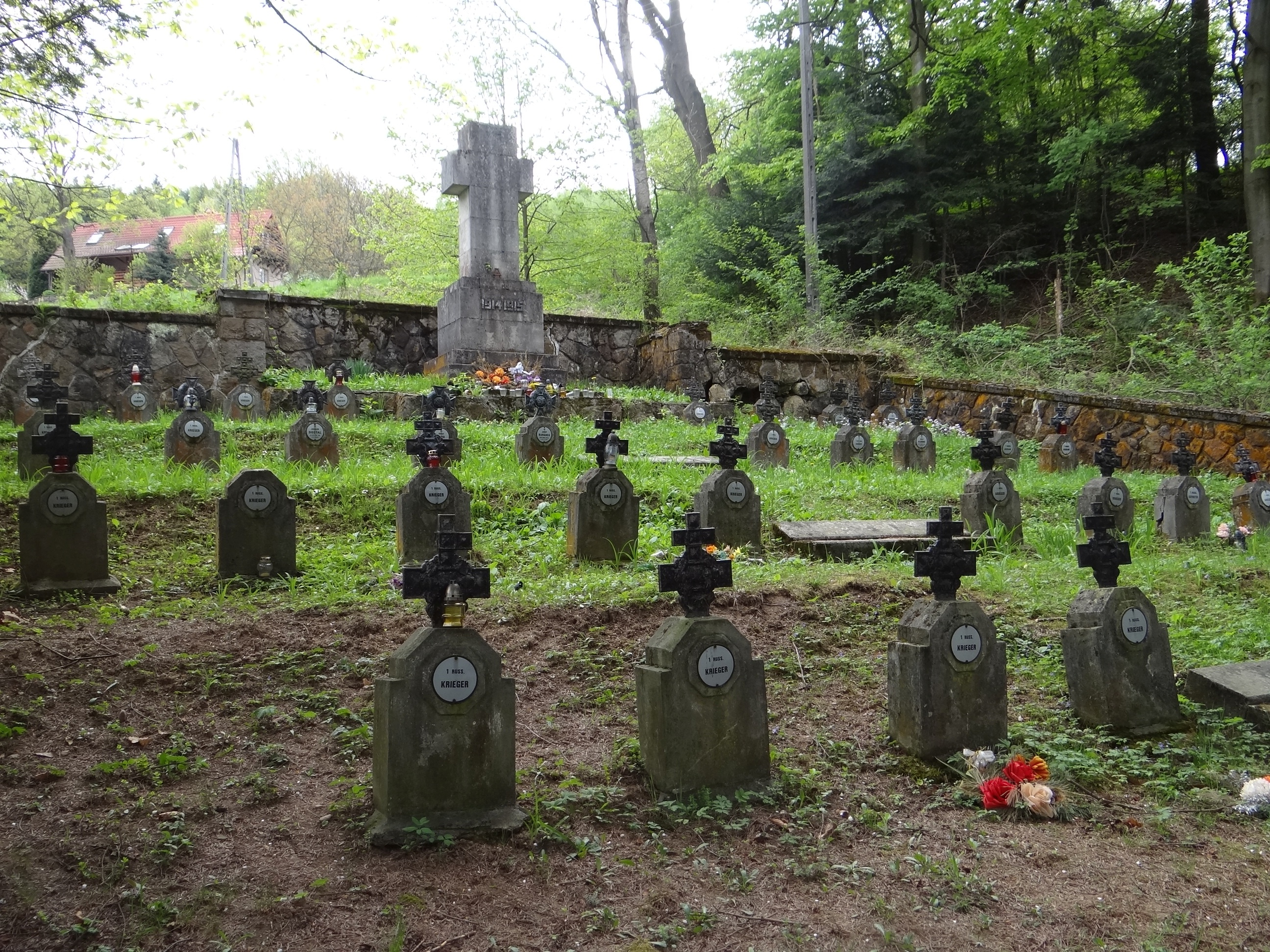
Cmentarz wojenny w Lubaszowej z czasów I wojny światowej

Lubaszowa – wieś w Polsce, położona w województwie małopolskim, w powiecie tarnowskim, w gminie Tuchów.
W latach 1975–1998 wieś położona była w województwie tarnowskim.

## Historia
Wioska Lubaszowa należy do najstarszych osad Małopolski. Ślady osadnictwa na tutejszym terenie odkrywają archeologowie od czasów epoki kamiennej, poprzez okres rzymski i wczesnośredniowieczny. Za Bolesława Chrobrego powstała w Lubaszowej „stróżka” czyli gródek, strzegący handlowego szlaku węgierskiego prowadzącego przez Biecz do Bardiejowa. Dziś pozostała po nim jedynie legenda topograficzna. Wzgórze, na którym stał ogródek do dziś nosi nazwę „Zamek”, a część jego podnóża „Podwale”. Pierwsza historyczna wzmianka o Lubaszowej pochodzi z „Dokumentu Idziego” z 1105 r. W dokumencie tym wioska nosi nazwę „Lube” i jest już wsią. Jest to nazwa osobowa, pochodząca od nazwiska pierwotnego założyciela wsi z rodu „Luba”, który w XI w. liczył 64 gniazd rodowych. Nazwa „Lube” utrzymała się do XV wieku. Jan Długosz w 1470 r. nazywa ją „Lubo” albo Lubaszowa. W 1105 r. Judyta, wdowa po Władysławie Hermanie, podarowała opactwu benedyktynów tynieckich w powiecie bieckim województwa krakowskiego; wioski należące do jej wiana: Tuchów, Meszną Opacką i Lubaszową. Odtąd przez 7 wieków Lubaszowa pozostawała pod rządami Benedyktynów Tynieckich, którzy w Tuchowie mieli swoją rezydencję. Z ich ramienia administratorami wsi byli zmieniający się dzierżawcy. W 1340 r. Lubaszowa wraz z Tuchowem otrzymała korzystniejsze prawa magdeburskie. Wsią zarządzał sołtys posiadający szerokie uprawnienia administracyjne i gospodarcze. W 1657 r. wioska została obrabowana i zniszczona najazdem Rakoczego z Węgier, a następnie przez Szwedów.
Czteroletnia wojna konfederatów barskich doprowadziła wioskę do ruiny gospodarczej. Od 1772 r. I rozbioru Polski przez 146 lat wioska była pod rządami Austrii uczestnicząc w osławionej „biedzie galicyjskiej”. Lata okupacji przyniosły dalsze wyniszczenia gospodarcze wsi.

## Zabytki
Obiekt wpisany do rejestru zabytków nieruchomych województwa małopolskiego.
- Cmentarz wojenny nr 151 z czasów I wojny światowej.

## Środowisko
Położenie
Miejscowość Lubaszowa położona jest w mezoregionie Pogórze Ciężkowickie, na prawym brzegu rzeki Biała, przy linii kolejowej i drodze Tarnów – Krynica. Pola i zbudowania Lubaszowej rozciągają się wzdłuż potoku Rostówka i na okolicznych wzgórzach, m.in. Pasmo Brzanki. Na zachodnim jego stoku znajdują się lubaszowskie Morgi (453 m) z zabudowaniami oo. Redemptorystów. U podnóża znajduje się szeroka dolina Białej, której liczne źródła znajdują się w Beskidzie Niskim między Lackową (947 m), Ostrym Wierchem (930 m) i Białą Skałą (903 m). Rzeka nazwę swą zawdzięcza wapiennemu podłożu, co wyraźnie widać u źródeł w okolicach Bielicznej. Biała jest prawym dopływem Dunajca. Jej całkowita długość wynosi 115 km. Przy normalnych stanach wód jej głębokość tylko w rejonie Tuchowa i Łowczowa przekracza miejscami 2 m głębokości. W czasie intensywnych opadów błyskawicznie przybiera, rozlewa się szeroko stając się groźnym żywiołem, czyniąc spustoszenie na polach i zagrożenie niżej położonym zabudowaniom. Biała Dunajcowa jako granica między Pogórzem Ciężkowickim i Rożnowskim rozdziela tuchowską gminę na dwie części. W jej prawobrzeżnej części na Pogórzu Ciężkowickim leży Lubaszowa, a rzeka stanowi zachodnią granicę wioski.

## Budowa geologiczna
Lubaszowa położona jest na obszarze Karpat zewnętrznych, które zbudowane są naprzemianległych miękkich piaskowców, łupków, iłów czasem margli nazwanych wspólnie fliszem karpackim. W czasie najmłodszej fazy ruchów górotwórczych osady te uległy sfałdowaniu i wyniesieniu wraz z całym górotworem Karpat. Spośród licznych pofałdowań należy wymienić fałd liwocki, ciągnący się łukiem przez 38 km. U jego zakończenia leży opisywana miejscowość. Oglądać tu można odkryte warstwy piaskowca i łupka. Jako osobliwość fliszu karpackiego wymienić można osuwiska ziemne tworzące się w okresach intensywnych opadów.

## Rzeźba terenu
Mało odporne na wietrzenie i erozję utwory fliszowe miały decydujący wpływ na wytworzenie się w wyniku długotrwałego działania czynników zewnętrznych charakterystycznego krajobrazu Pogórza. Erozja rzek i wód opadowych doprowadziła do wyrzeźbienia głębokich dolin, między którymi rozciągają się wierzchowiny lub wydłużone, zaokrąglone i spłaszczone garby. W grzbiety wcinają się wąskie wądoły i jary. Rzeźba tego obszaru modelowana była również przez działalność lodowca kontynentalnego w czasie największego zlodowacenia, zwanego krakowskim. Objął on prawie całe Pogórze Wielickie i wdarł się językami w doliny Dunajca, Białej i Wisłoki. Po ustąpieniu lodowca na stokach Pogórzy silne wiatry osadziły warstwy lessu.
Najwyższe wzniesienie na Pogórzu Ciężkowickim to Pasmo Brzanki, które ciągnie się od przysiółka Siedlisk – Zabiele przez Nosalową (365 m) skąd schodzi i przecina drogę Lubaszowa – Olszyny, Ostry Kamień (530 m) aż do Liwocza (562 m) nad Czermną.

## Klimat
Z badań prowadzonych na terenie Pogórza Ciężkowickiego wynika, że najczęściej napływają tu polarno-morskie masy powietrza głównie z północnego zachodu i zachodu, występują fronty chłodne. Rejon od Tarnowa po Ciężkowice w tym Lubaszowa cechuje się małą zmiennością termiczną w okresie lata. Stacjonarne wyże rosyjskie przynoszą w zimie znaczne spadki temperatury, zaś w lecie upały. Średnia temperatura stycznia to -3 stopnie Celcjusza, lipca 18 stopni Celcjusza; opady ok. 600 mm rocznie. Okres wegetacji wynosi 200 dni w roku. Są jednak znaczne różnice w stopniu wegetacji między stokami południowymi a północnymi, co najwyraźniej widać na wiosnę i w okresie dojrzewania zbóż.

## Świat roślinny i zwierzęcy
Szata roślinna wyróżnia się wysokim stopniem naturalności zbiorowisk leśnych i obecnością wielu cennych elementów florystycznych. Wśród zbiorowisk leśnych dominuje zespół żyznej buczyny karpackiej w formie podgórskiej, porastający wyższe partie piętra pogórza. W przyszczytowych partiach pasma Brzanki wykształciła się kwaśna buczyna górska. W niższych położeniach rozwijają się żyzne jedliny oraz grądy, a wzdłuż dolin rzecznych spotykany jest łęg. Na uwagę zasługuje występowanie grądu subkontynentalnego, który rozwija się na siedliskach wilgotnych i żyznych w dolinie rzeki Białej Dunajcowej oraz w lokalnych wilgotnych zagłębieniach terenu. Grądy występują również na niezbyt stromych zboczach na glebach świeżych. Wykształca się też w szczytowych częściach stoków i na wierzchowinach.
Świat zwierzęcy jest dość różnorodny. Pasmo Brzanki obfituje w zwierzynę łowną jak: sarny, jelenie, dziki, lisy. Ponadto występuje tutaj wiele gatunków ptaków takich jak: bocian czarny, krogulec, myszołów i jastrząb. Z płazów chronionych dość często można spotkać salamandrę plamistą. Gady reprezentowane są przez zaskrońca, żmiję zygzakowatą, jaszczurkę zwinkę i padalca.

## Ochrona przyrody
W 1995 r. rozporządzeniem wojewody tarnowskiego utworzono Park Krajobrazowy Pasma Brzanki. Swoim zasięgiem obejmuje całe pasmo: od Nosalowej przez Brzankę po Liwocz. Jego powierzchnia wynosi 18 tys. ha. Lubaszowa w całości położona jest na terenie parku. Celem utworzenia Parku Krajobrazowego jest aktywna ochrona przed nasilającą się antropopresją wyjątkowo cennych, a także charakterystycznych dla regionu fizyczno-geograficznych i kulturowych walorów środowiska.
Wieś posiada połączenie komunikacyjne: Tarnów, Kraków, Nowy Sącz, Krynica, Jasło, Gorlice; szkołę, Dom Nauczyciela, OSP, boiska sportowe.

## Religia
W Lubaszowej mieści się nowicjat redemptorystów oraz dom rekolekcyjny im. bł. Kaspara Stangassingera prowadzony przez kongregację. Zgromadzenie Najświętszego Odkupiciela opiekuje się także kościołem pw. św. Gerarda Majelli.